# 秋山芳子
秋山 芳子（あきやま よしこ、1949年12月10日 - ）は、1972年夏季オリンピックのアーチェリー日本代表として活躍した日本のアーチェリー選手である。

## オリンピック
秋山は女子個人総合種目に出場し、合計2301点で17位に終わった。